# Nanostrangalia comis
Nanostrangalia comis är en skalbaggsart som beskrevs av Holzschuh 1998. Nanostrangalia comis ingår i släktet Nanostrangalia och familjen långhorningar. Inga underarter finns listade i Catalogue of Life.